# Deddington
Deddington est un village et une paroisse civile dans l'Oxfordshire, en Angleterre.